# مجلس الوزراء الكويتي 2020
مجلس الوزراء الكويتي 2020 أو الحكومة الكويتية السابعة والثلاثون أو حكومة صباح الخالد الثانية، هي الوزارة رقم 37 في تاريخ دولة الكويت منذ الاستقلال عام 1961، صدر المرسوم الأميري بتشكيلها بتاريخ 14 ديسمبر 2020 برئاسة الشيخ صباح الخالد الحمد الصباح، وبعد نحو أربعة أسابيع من تشكيل الحكومة، تحديدًا في 12 يناير 2021، تقدم الوزراء باستقالتهم على خلفية تقديم استجواب ثلاثي إلى رئيس مجلس الوزراء وإظهار عدم نية تعاون مجموعة من أعضاء مجلس الأمة الكويتي مع مجلس الوزراء، وقد رفع الشيخ حمد جابر العلي الصباح نائب رئيس مجلس الوزراء ووزير الدفاع استقالة أعضاء الحكومة إلى رئيس مجلس الوزراء الشيخ صباح الخالد أثناء استقبال الأخير له أمس في قصر السيف، رادين الاستقالة إلى: «... ما آلت إليه تطورات الأوضاع الراهنة في العلاقة بين مجلس الأمة والحكومة وما تقتضيه المصلحة الوطنية»، بدوره رفع رئيس الوزراء كتابة استقالة الحكومة إلى أمير الكويت الشيخ نواف الأحمد الجابر الصباح في 13 يناير، وقد قبل الأمير استقالة الحكومة في 18 يناير وكلفها بتسيير الأعمال.

## أعضاء مجلس الوزراء
تشكلت الحكومة برئاسة الشيخ صباح خالد الحمد الصباح، وعضوية كل من:
- نائبًا لرئيس مجلس الوزراء ووزيرًا للدفاع: الشيخ حمد جابر العلي الصباح
- نائبًا لرئيس مجلس الوزراء ووزير دولة لشؤون مجلس الوزراء: أنس الصالح
- وزيرًا للداخلية: الشيخ ثامر العلي الصباح
- وزيرًا للنفط ووزيرًا للكهرباء والماء: د. محمد عبد اللطيف الفارس
- وزيرا للتجارة والصناعة ووزير دولة للشؤون الاقتصادية: فيصل المدلج
- وزيرًا للاعلام ووزير دولة لشؤون الشباب: عبد الرحمن بداح المطيري
- وزيرًا للصحة: الشيخ د. باسل الصباح
- وزيرًا للشؤون الاجتماعية ووزيرًا للأوقاف والشؤون الإسلامية: عيسى الكندري
- وزيرًا للخارجية: الشيخ د. أحمد ناصر المحمد الصباح
- وزيرًا للأشغال العامة ووزير دولة لشؤون البلدية: د. رنا الفارس
- وزير دولة لشؤون الإسكان ووزير دولة لشؤون الخدمات: د. عبد الله معرفي
- وزيرًا للتربية ووزيرًا للتعليم العالي: د. علي المضف
- وزير دولة لشؤون مجلس الأمة: مبارك الحريص
- وزيرًا للعدل: د. نواف الياسين
- وزيرًا للمالية: خليفة حمادة